# Gerhard Wolf (Rechtswissenschaftler)
Gerhard Wolf (* 8. Juni 1952 in Frankfurt am Main) ist ein deutscher Jurist.

## Leben
Der Sohn von Ernst Wolf und dessen Ehefrau Roda, geb. Hartmann, besuchte von 1959 bis 1963 die Grundschule in Königstein im Taunus. Nach dem Abitur am Gymnasium Philippinum (1963 bis 1971) in Marburg studierte er von 1971 bis 1976 Rechtswissenschaft an der Philipps-Universität Marburg (1977 erste juristische Staatsprüfung/1979 zweite juristische Staatsprüfung). Von 1979 bis 1984 war er wissenschaftlicher Mitarbeiter am Lehrstuhl des späteren Doktor- und Habilitationsvaters Dieter Meurer. Nach der Promotion 1984 (Strafe und Erziehung nach dem Jugendgerichtsgesetz) und der Habilitation 1990 (Das System des Rechts der Strafverteidigung) vertrat er Lehrstühle in Erlangen, Heidelberg, Göttingen und Frankfurt an der Oder. Von 1995 bis 2017 war er Inhaber des Lehrstuhls für Strafrecht, Strafprozessrecht und Rechtsinformatik an der Europa-Universität Viadrina.

## Schriften (Auswahl)
- Strafe und Erziehung nach dem Jugendgerichtsgesetz. Marburg 1984, ISBN 3-7708-0796-0.
- Die Strafbestimmungen für Amtsträger im Genossenschaftswesen. Göttingen 1986, ISBN 3-525-86033-1.
- Die Strafbarkeit der rechtswidrigen Verwendung öffentlicher Mittel. Frankfurt am Main 1998, ISBN 3-465-02758-2.
- Das System des Rechts der Strafverteidigung. Die Struktur der gesetzlichen Regelung und ihre Bedeutung für die Praxis. Frankfurt an der Oder 2000, ISBN 3-00-007155-5.